# 町豪将
町 豪将（まち かつまさ、1982年7月28日 - ）は、福岡県久留米市出身の元プロ野球選手（投手）。右投右打。現在はオリックス・バファローズ球団広報。

## 経歴
柔道六段で指導者としての経歴もある父とユニチカのバスケットボール選手だった母を持つ。
城北高時代は、甲子園出場は叶わなかったが、体格とパワーを活かした投打で注目された。
高校卒業後の2001年春に、JR九州に入社。当時は田﨑昌弘がエースとして活躍していたが、田﨑のプロ入り以降は投手・野手ともチームの新陳代謝が進むこととなる。その中で町も期待の若手としてオープン戦での登板機会を与えられ、剛速球主体のピッチングで頭角を現した。ただし変化球や打者との駆け引きは成長途上で、都市対抗野球大会や社会人野球日本選手権大会では目立った戦績を残せなかった。
2004年ドラフト4巡目でオリックス・バファローズに指名された。中日ドラゴンズに入団したチームメイト・樋口龍美に対し、町は全国的には無名だったため「隠し球」とも呼ばれた。
しかし、持ち前のパワーを活かすテクニックを身につけるには至らず、2007年10月4日に戦力外通告を受け、11月30日付で自由契約が公示された。
その後、現役引退を表明し、オリックスの球団職員に転身した。不定期ではあるが、球団公式サイトのブログをスカウトに転身した牧田勝吾らと共に執筆している。二軍マネジャーを経て、2014年から広報部に勤務。2020年現在は広報部チーフ。

## 人物
とんこつラーメンなら8杯、焼き鳥（実家は焼き鳥屋経営）なら90本食べたとされる大食漢である。2018年6月時点での体重は、現役時代の89kgから増え110kgほどになっている。

## 詳細情報

### 年度別投手成績
- 一軍公式戦出場なし

### 背番号
- 61 （2005年 - 2007年）